# دوئل (آلبوم)
دوئل یک آلبوم موسیقی اثر مجید انتظامی، آهنگساز ایرانی است. در این آلبوم، منتخبی از موسیقی متن فیلم سینمایی دوئل به کارگردانی احمدرضا درویش منتشر شده‌است.
این مجموعه دارای ۲۰ قطعه موسیقی است که توسط نشر ایران گام در پاییز ۱۳۸۳ منتشر شد.

## دست‌اندرکاران
- دستیار آهنگساز: آذرنوش صدرسالک
- ویلن: خاچیک بابایان، همایون رحیمیان، ابراهیم لطفی، نیما زاهدی، علی جعفری پویان
- ویولا: سیاوش ظهیرالدینی، لعیا اعتمادی
- ویلنسل: کریم قربانی، محسن تویسرکانی
- کنترباس: علیرضا خورشیدفر
- هورن: مسعود غریب‌نواز، حسین میرزایی
- ترومبون: حسین شریفی
- ترومپت: منوچهر بیگلری، علی فراهانی
- نی‌انبان: حسین تاوان
- ابوا: مجید انتظامی
- نی: پاشا هنجنی
- پیانو: بهرام دهقانیار
- کمانچه: اردشیر کامکار
- سازهای کوبه‌ای: کورش بزرگ‌پور
- گروه کر: سودابه شمس، گلنوش انتظامی، مریم ابراهیم‌پور، علی تفرشی، شهرام رکوعی، بهرنگ شگرف‌کار
- تکخوان زن: مریم ابراهیم‌پور
- صدابرداران: ناصر فرهودی، رحیم ناحی، مهدی سوهانی
- ضبط موسیقی: استودیو پاپ

## فهرست آهنگ‌ها
| ردیف | آهنگ        |
| ۱    | اسارت       |
| ۲    | میدان مین   |
| ۳    | هجوم        |
| ۴    | مهر         |
| ۵    | داغ ننگ     |
| ۶    | مقاومت      |
| ۷    | جشن روستا   |
| ۸    | اروند       |
| ۹    | نفوذ        |
| ۱۰   | سقوط        |
| ۱۱   | طوفان       |
| ۱۲   | نشان عشق    |
| ۱۳   | قرنطینه     |
| ۱۴   | صندوقچه     |
| ۱۵   | پیش روی     |
| ۱۶   | یاور        |
| ۱۷   | زینال       |
| ۱۸   | دفاعی       |
| ۱۹   | دیدار       |
| ۲۰   | یادگارهانیه |